# Понылка
Понылка — река в России, протекает в Губахинском районе Пермского края. Устье реки находится в 54 км по правому берегу реки Косьва. Длина реки составляет 11 км.
Исток реки в лесном массиве на западных предгорьях Среднего Урала в 14 км к северо-западу от города Губаха. Генеральное направление течения — юго-запад, всё течение проходит по ненаселённому лесному массиву. Притоки — Крутовка, Северная, Ужива, Савинская (правые); Южная Понылка (левый). Впадает в Косьву к северу от посёлка Парма.

## Данные водного реестра
По данным государственного водного реестра России относится к Камскому бассейновому округу, водохозяйственный участок реки — Кама от города Березники до Камского гидроузла, без реки Косьва (от истока до Широковского гидроузла), Чусовая и Сылва, речной подбассейн реки — бассейны притоков Камы до впадения Белой. Речной бассейн реки — Кама.
По данным геоинформационной системы водохозяйственного районирования территории РФ, подготовленной Федеральным агентством водных ресурсов:
- Код водного объекта в государственном водном реестре — 10010100912111100008793
- Код по гидрологической изученности (ГИ) — 111100879
- Код бассейна — 10.01.01.009
- Номер тома по ГИ — 11
- Выпуск по ГИ — 1